# Юбілейне (Теренкольський район)
Юбіле́йне (каз. Юбилейное) — село у складі Теренкольського району Павлодарської області Казахстану. Входить до складу Теренкольського сільського округу.
Населення — 112 осіб (2021; 142 у 2009, 233 у 1999, 265 у 1989).
Національний склад станом на 1989 рік:
- казахи — 48 %;
- росіяни — 27 %.